# The Last Rifleman
Pour plus de détails, voir Fiche technique et Distribution.
The Last Rifleman est un film britannique réalisé par Terry Loane, sorti en 2023.

## Synopsis
L'histoire suit Artie Crawford (Pierce Brosnan), un vétéran nord-irlandais de la Seconde Guerre mondiale qui, à l'occasion du 75e anniversaire du débarquement en Normandie, décide de s'échapper secrètement de sa maison de retraite pour se rendre en France rendre un dernier hommage à son meilleur ami.

## Fiche technique
- Titre original : The Last Rifleman
- Réalisation : Terry Loane
- Scénario : Kevin Fitzpatrick
- Directeur de la photographie : Mark McCauley
- Montage : John Walters
- Musique : Stephen Warbeck
- Production : Katy Jackson et John Leslie
- Sociétés de production : Wee Buns, Ripple World Pictures, Ingenious Media, Singer Studios
- Société de distribution : Sky cinema
- Pays d'origine :  Royaume-Uni
- Genre : drame, biographique
- Langues originales : anglais
- Dates de sortie : 
  - Royaume-Uni : 5 novembre 2023 en VOD sur Sky cinema
  - France : 29 avril 2024  en VOD sur Apple TV+

## Distribution
- Pierce Brosnan (VF : Emmanuel Jacomy) : Artie Crawford
  - James Keating : Artie Crawford à 17 ans
- Clémence Poésy (VF : elle-même) : Juliette Bellamy
- John Amos (VF : Thierry Desroses) : Lincoln Jefferson Adams
- Jürgen Prochnow : Friedrich Mueller
- Ian McElhinney : Tom Malcolmson
- Stella McCusker : Maggie Crawford
  - Ethlinn Rose : Maggie Crawford à 17 ans
- Source et légende : version française (VF) sur RS Doublage[1]

## Production
Le film est inspiré de l'histoire vraie du vétéran Bernard Jordan. Un autre long métrage en 2023, The Great Escaper (en) adapte également le périple de Jordan.